# Toccată
Toccata (din Italiană Toccare, "a atinge") este o piesă muzicală virtuoză pentru un instrument cu claviaturi sau cu coarde ciupite ce conține pasaje sau secțiuni rapide, cu sau fără secțiuni de fugă, în care accentul se pune pe dexteritatea degetelor interpretului. Mai rar termenul se aplică unor lucrări pentru mai multe instrumente (un exemplu fiind introducerea operei Orfeu de Claudio Monteverdi).

## Istoric

### Renaștere
Forma a apărut pentru prima dată în nordul Italiei la sfârșitul perioadei renascentiste. Câteva publicații din anii 1590 includ toccate ale unor compozitori precum Girolamo Diruta, Adriano Banchieri, Claudio Merulo, Andrea și Giovanni Gabrieli, Luzzasco Luzzaschi și alții. Acestea era compoziții pentru claviatură în care o mână, apoi cealaltă, interpretează pasaje virtuoze în cascadă contra unui acompaniament acordic al celeilalte mâini. Unul dintre compozitorii care lucrau în Veneția în această perioadă, Hans Leo Hassler, a adus forma cu el la revenirea sa în Germania. În Germania forma a avut parte de cea mai importantă dezvoltare, culminând cu lucrările lui Johann Sebastian Bach aproape o sută de ani mai târziu.

### Baroc
Toccata barocă, începând cu Girolamo Frescobaldi, a crescut în durată, intensitate și virtuozitate față de forma renascentistă. Adesea include pasaje rapide și arpegii ce alternează cu părți fugale și acordice. Uneori toccatele sunt fără tempo și aproape întotdeauna are un caracter de improvizație.
Alți compozitori din perioada lui Bach care au compus toccate sunt Johann Pachelbel, Michelangelo Rossi, Johann Jakob Froberger, Jan Pieterszoon Sweelinck, Alessandro Scarlatti și Dieterich Buxtehude.
Toccatele compuse de Bach sunt cele mai cunoscute exemple ale formei iar Toccata și Fuga în Re minor, BWV 565, este una dintre cele mai cunoscute lucrări pentru orgă din toate timpurile, deși atribuirea lucrării lui Bach este contestată de unii. Toccatele sale pentru orgă sunt improvizații și sunt adesea urmate de o secțiune fugală. În aceste cazuri toccata este utilizată în locul preludiului. Toccatele lui Bach pentru clavecin sunt compoziții multi-secționale care includ în structura lor și o fugă.

### După perioada barocă
După perioada barocă toccatele au devenit tot mai rare. Există totuși câteva exemple importante. Din perioada romantică Robert Schumann și Franz Liszt a compus fiecare o toccată - piesa ambițioasă a lui Schumann este considerată una dintre cele mai dificile piese din repertoriu și cel mai bun exemplu al genului din secolul al XIX-lea. Toccata lui Liszt este o compoziție foarte scurtă de la sfârșitul vieții sale și este practic o toccată doar cu numele.
De la începutul secolului al XX-lea Serghei Prokofiev și Aram Haciaturian au compus câte o toccată pentru pian solo, la fel și Maurice Ravel ca parte din Le Tombeau de Couperin și Claude Debussy în Suite: Pour le Piano și Jardins sous la pluie (care este o toccată, chiar dacă nu se numește așa). Suita pentru pian nr. 2, Op. 10, a lui George Enescu se deschide cu o toccată.